# Coñocranra
El Coñocranra es la montaña más elevada de la Cordillera Negra con 5.181 m s. n. m., según la Carta Geográfica Nacional del Perú.
Sus nieves, aunque temporales, permanecen durante la mayor parte del año. Durante la temporada de lluvias, de diciembre a marzo, sus cumbres se visten de nieve, la cual va fundiéndose hasta avanzado el mes de julio. Luego, durante la denominada «pushpa» de agosto vuelve a cargarse levemente para derretirse lentamente hasta fines de noviembre. En años de menor precipitación pluvial los períodos nevados son más cortos.
Desde su cima se contempla el sorprendente y variado escenario andino alrededor. Al oeste, el perfil de la costa, en un fondo generalmente brumoso. Al este, la Cordillera Blanca en toda su extensión; constituyéndose así en el palco natural óptimo para admirar las cumbres más elevadas del Perú, especialmente el Huascarán (6.768 m s. n. m.). Entre ambas cordilleras, discurre el río Santa, el cual da vida al Callejón de Huaylas. A continuación ambas cordilleras se acercan estrechamente dando origen al Cañón del Pato. Finalmente el río Santa, después de cortar la Cordillera Negra, se dirige al mar Peruano. Desde el Coñocranra, pues, se divisan o se intuyen visualmente las dos cordilleras, los ríos, un gran callejón, un cañón profundo, valles profundos y el mar.

## Oronimia
Por su etimología quechua (coñoc = caliente, ranra = pedregal) el nombre significa «pedregal caliente».
- Derivaría de los sustantivos quechuas qunupa ( idolillo, amuleto) y ranra ( resto de alud, residuo de derrumbe, derrumbadero): Luego de qunupa > qunu> quñuq( voz infantil)> kuñuk --> coñocranra sería "derumbadero con amuletos".
- Pedregal con agua termal. Ranra = pedregal; Quñuq (yaku) = fuente de agua termal.

## Laguna Coñocranra
Una laguna del mismo nombre está ubicada a algo más de 4350 m s. n. m. Es la más occidental de las lagunas de la zona, y es la última de un sistema natural de lagunas que drenan hacia el río Carhuamarca o Racuaybamba, en el nacimiento del río Nepeña.
La laguna Coñocranra, se encuentra conformada por una serie de elementos, tales como hiladas de piedras grandes e irregulares, barro, fango, también esta laguna tiene una altura máxima de tres metros y un promedio de 50 centímetros de ancho. 